# ISO 3166-2:TM
ISO 3166-2:TM is een ISO-standaard met betrekking tot de zogenaamde geocodes. Het is een subset van de ISO 3166-2 tabel, die specifiek betrekking heeft op Turkmenistan.
De gegevens werden tot op 30 juni 2010 geüpdatet op het ISO Online Browsing Platform (OBP). Hier worden 1 stad - city (en) / ville (fr) / şäher (tk) – en 5 regio’s - region (en) / région (fr) / welaýat (tk) - gedefinieerd.
Volgens de eerste set, ISO 3166-1, staat TM voor Turkmenistan, het tweede gedeelte bestaat uit één letter.

## Codes
| Code | Naam    | Categorie |
| ---- | ------- | --------- |
| TM-A | Ahal    | regio     |
| TM-S | Aşgabat | stad      |
| TM-B | Balkan  | regio     |
| TM-D | Daşoguz | regio     |
| TM-L | Lebap   | regio     |
| TM-M | Mary    | regio     |